# Paul Couturier
Paul Irénée Couturier (Lyon, 1881. július 29. – Lyon, 1953. március 24.) francia pap, a keresztény egység fogalmának hirdetője. Közreműködött a Ökumenikus Imahét létrehozásában.

## Életútja
A franciaországi Lyonban született és tanult egy részben zsidó származású családban, majd Algériában nőtt fel, az ottani nagyrészt muszlim lakosság körében. Miután visszatért Franciaországba, Couturier-t 1906-ban szentelték pappá, mint a Szent Iréneusz Társaság tagja. Három év fizika szakos tanulmány után a lyoni Institution des Chartreux-ban kezdett tanítani, ahol 1946-ig maradt.

## Ökumenizmus
Az 1920-as években Fr. Couturier több ezer orosz menekülttel dolgozott együtt, és megismerkedett az orosz ortodox szellemi örökséggel. Később, 1932-ben, amikor az Amay-sur-Meuse-i rendházban az Egység bencés szerzeteseinél töltött időt, elolvasott egy bevezetőt Désiré-Joseph Mercier bíboros munkásságáról, és megismerkedett Dom Lambert Beauduin munkásságával is. Ezek felkeltették érdeklődését az ökumenikus mozgalom iránt. Ott lett oblátus, és felvette a Benoit-Irenee nevet, elismerve az említett két elsődleges inspirációs forrását. 1933-ban létrehozta a Triduumot a Keresztény Egységért Lyonban, amely később 1934-ben Oktáv lett, Szent Péter székének ünnepétől Szent Pál megtérésének ünnepéig. Ez a két anglikán által 1908-ban létrehozott Egyházi Egység Oktávjának kinövése volt. Couturier azonban kifejezetten az oktávját ajánlotta fel minden keresztény hitre megkeresztelt, köztük ortodox, anglikán és más keresztény csoportok egységére. 1939-től kezdődően a nevét „ A keresztény egységért való egyetemes imahét imahétre” változtatták.
A különböző keresztény vallások közötti kapcsolatok szorosabbra fűzésén is dolgozott, találkozókat szervezett a La Trappe des Dombes-ban és Présingében. Az egyik ilyen találkozó, a Dombes-csoport, 1937 óta rendszeresen ülésezik. Hatalmas levelezést folytatott zsidókkal, muszlimokkal, hindukkal és mindenféle keresztyénnel, számos traktátust készített és terjesztett az egységért folytatott imáról, és szoros kapcsolatot tartott az Egyházak Világtanácsával.
Tanulmányozta egy tudóstársa, Pierre Teilhard de Chardin munkásságát is, és erősen befolyásolta Chardin azon nézete, hogy az egész emberiség egységben van Krisztusban, tekintet nélkül a hitre. Személy szerint hitt abban, hogy az összes nép megnövekedett szentségéért való imádkozás elkerülhetetlenül ahhoz vezet, hogy a világ minden népe jobban megértse Istent, és végül jobban megértse Krisztust.
1952-ben a vallási egység előmozdításában végzett munkájáért a melkita görögkatolikus egyház antiókhiai pátriárkája, Maximos IV Sayegh kitüntető archimandrita címet kapott.

## Hatása
Couturier ökumené filozófiájára reflektálunk az Ökumenikus Imahéten. Walter Kasper bíboros, a Keresztények Egységét Előmozdító Pápai Tanácstól a közelmúltban összefoglalta Couturier hatásának fontos szempontjait:
Míg [Paul] Wattson atya fenntartotta, hogy az egység célja a katolikus egyházhoz való visszatérés, addig a lyoni Paul Couturier abbé (1881–1953) az 1930-as években új lendületet adott ennek a hétnek, a szó valódi értelmében ökumenikusnak. Az „Egyházi egység oktávja” nevet „ A keresztény egységért való egyetemes imahétre” változtatta, ezzel is előmozdítva az egyház egységét, amelyet „Krisztus úgy akar, ahogy akar”.
Paul Couturier 1944-es lelki végrendelete nagyon fontos, mély és megindító; az egyik legihletettebb ökumenikus szöveg, ma is érdemes elolvasni és elmélkedni rajta. A szerző egy „láthatatlan kolostorról” beszél, „amely mindazokból a lelkekből épült, akiknek őszinte erőfeszítéseik miatt, hogy megnyíljanak tüzének és fényének, a Szentlélek lehetővé tette, hogy mélyen megértsék a keresztények fájdalmas megosztottságát; ennek tudatosítása ezekben a lelkekben folyamatos szenvedést és ennek eredményeként rendszeres imádságot és vezeklést eredményezett."
Paul Couturier a spirituális ökumenizmus atyjának tekinthető. Befolyását a Dombes-csoport, valamint Roger Schutz és a Taizéi Közösség is érezte. Sr. Maria Gabriella, az ökumenizmus védőszentje is nagy ihletet merített belőle. Ma láthatatlan kolostora végre formát ölt a katolikus kolostorok és a nem katolikusok, a lelki mozgalmak és közösségek, a férfi és női vallási központok, püspökök, papok és világiak közötti egyre növekvő számú imahálózaton keresztül.
- Walter Kasper bíboros

## Tisztelete
Az Ausztrál Anglikán Egyház és a Skót Episzkopális Egyház március 24-én liturgikusan emlékezik Couturier-re.
Március 24- én emlékeznek Pálra az angliai egyházban is.

## Fordítás
Ez a szócikk részben vagy egészben  a   Paul Couturier című angol Wikipédia-szócikk ezen változatának fordításán alapul.  Az eredeti cikk szerkesztőit annak laptörténete sorolja fel. Ez a jelzés csupán a megfogalmazás eredetét és a szerzői jogokat jelzi, nem szolgál a cikkben szereplő információk forrásmegjelöléseként.